# Long Trì
Long Trì là một xã thuộc huyện Châu Thành, tỉnh Long An, Việt Nam.

## Địa lý
Xã Long Trì có vị trí địa lý:
- Phía đông giáp xã An Lục Long
- Phía tây và phía nam giáp tỉnh Tiền Giang
- Phía bắc giáp xã Dương Xuân Hội và tỉnh Tiền Giang.

Xã có diện tích 9,63 km², dân số năm 1999 là 6.912 người, mật độ dân số đạt 718 người/km².

## Hành chính
Xã Long Trì được chia thành 7 ấp: Long An, Long Bình, Long Hưng, Long Thành, Long Thạnh, Long Thuận, Long Trường.

## Lịch sử
Ngày 18 tháng 7 năm 2019, HĐND tỉnh Long An ban hành Nghị quyết số 43/NQ-HĐND về việc sáp nhập ấp Long Hòa vào ấp Long Thuận.